# گربه‌ماهی انکاریدا

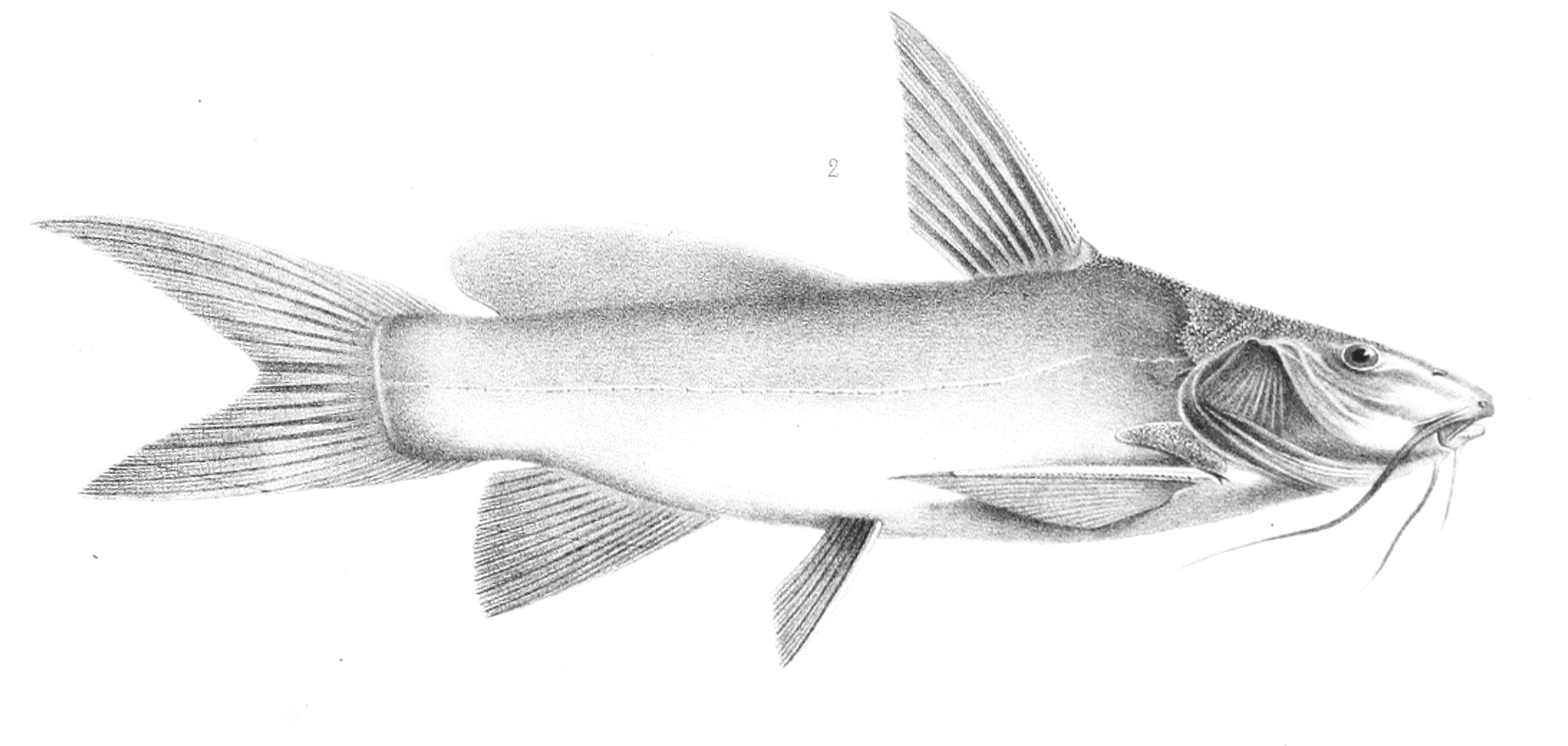
گربه ماهی انکاریدا

گربه ماهی انکاریدا (انگلیسیAnchariidae) گونه ای از گربه ماهی سانان هستند. که از دو جنس هستند.انکاریدا و گوگو
(Gogo) .گونه انکاریدها یک گونه کاملا تازه و بومی ماداگاسکار می باشد وکه با وجود هالترهای حاشیه ای و یک صفحه
قدامی،قدامی کاهش می یابد.